# Montégut-Plantaurel
Montégut-Plantaurel település Franciaországban, Ariège megyében. Lakosainak száma 319 fő (2022. január 1.). Montégut-Plantaurel Aigues-Juntes, Cazaux, Gabre, Madière, Monesple, Pailhès és Saint-Victor-Rouzaud községekkel határos.

## Népesség
A település népessége az elmúlt években az alábbi módon változott:
| Lakosok száma | 210  | 179  | 253  | 311  | 337  | 342  | 335  | 335  | 335  | 319  |
|               | 1968 | 1982 | 1990 | 2006 | 2013 | 2015 | 2017 | 2019 | 2020 | 2022 |